# Calypso (barco)
El Calypso fue el buque de investigación de Jacques Cousteau, uno de los oceanógrafos más importantes. Equipado con las más innovadoras tecnologías de la época, durante las décadas de 1960 y 70 este barco se convirtió en un icono de la investigación oceanográfica, a través de los numerosos documentales filmados durante sus viajes.

## En la Royal Navy
Fue construido por los astilleros Ballard Marine Railway Company de Seattle, Washington. 
Pertenecía a la primera serie de la clase BYMS, y fue puesto en grada el 12 de agosto de 1941 con la designación BYMS-26, botado el 21 de marzo de 1942, fue asignado a la Royal Navy en febrero de 1943 con el numeral HMS J-826 y destinado al servicio activo en el mar Mediterráneo, fue re-numerado como BYMS-2026 en 1944, puesto en reserva en Malta y finalmente, dado de baja en el registro naval en  1947.

## Hundimiento y restauración
En enero de 1996 el Calypso se hundió en el puerto de Singapur, tras colisionar con una barcaza. Pese a poder ser reflotado, ese accidente fue el inicio de una serie de litigios, tanto por la propiedad del buque, como por quien debía hacerse cargo de las reparaciones. Mientras tanto, el buque estuvo 10 años en el puerto de La Rochelle (Francia), degradándose aceleradamente.
Finalmente, en el año 2005 el Calypso pasó a ser propiedad de la Fundación Cousteau. En el 2007 se inició su reconstrucción en los astilleros Piriou, en la localidad Francesa de Concarneau. Desde el año 2009, dicha reconstrucción está suspendida por falta de financiación y el pecio del Calypso espera la declaración de patrimonio nacional, para acceder a los fondos públicos que supondrían su salvación. Una petición popular de 2013 para que el Gobierno francés se ocupara de la restauración del barco no prosperó.
Alberto II de Mónaco, a través de su fundación, se interesó en 2015 para adquirir el patrimonio científico y educativo del famoso divulgador y oceanógrafo francés, que consiste en películas, libros, fotos y, sobre todo, el «Calypso». Las negociaciones se estaban llevando con la máxima discreción entre representantes del Soberano monegasco y de la asociación presidida por Francine Cousteau, la segunda esposa de Jacques-Yves Cousteau. Esto se vio complicado por un Tribunal de Apelación de Rennes que con fecha de 9 de diciembre, emitió una orden a la Sociedad Cousteau para mover el «Calypso» del astillero Pirou, así como pagar a Piriou por su mantenimiento. En marzo de 2015 se decidió subastar el barco por 273.000 euros.

### Vuelta a la vida
No obstante se ha podido adoptar otra solución: La Sociedad Cousteau lo compró en 2005, gracias a Loel Guinness, por el simbólico precio de un euro, para seguir sirviendo a la ecología a través de los océanos del mundo. Francine Cousteau fue capaz de convocar en la misma mesa a clientes internacionales con ofertas muy generosas de colaboración y muy motivados, dispuestos a compartir algunos de los objetivos de la Sociedad Cousteau. Después del largo proceso, al final del primer trimestre de 2016, el Calypso dejará los astilleros de Concarneau y comenzará su nueva vida. Además del casco histórico de la embarcación y su equipo, el Calypso estará equipado con dos motores comprados a Volvo en 2009.

## Galería

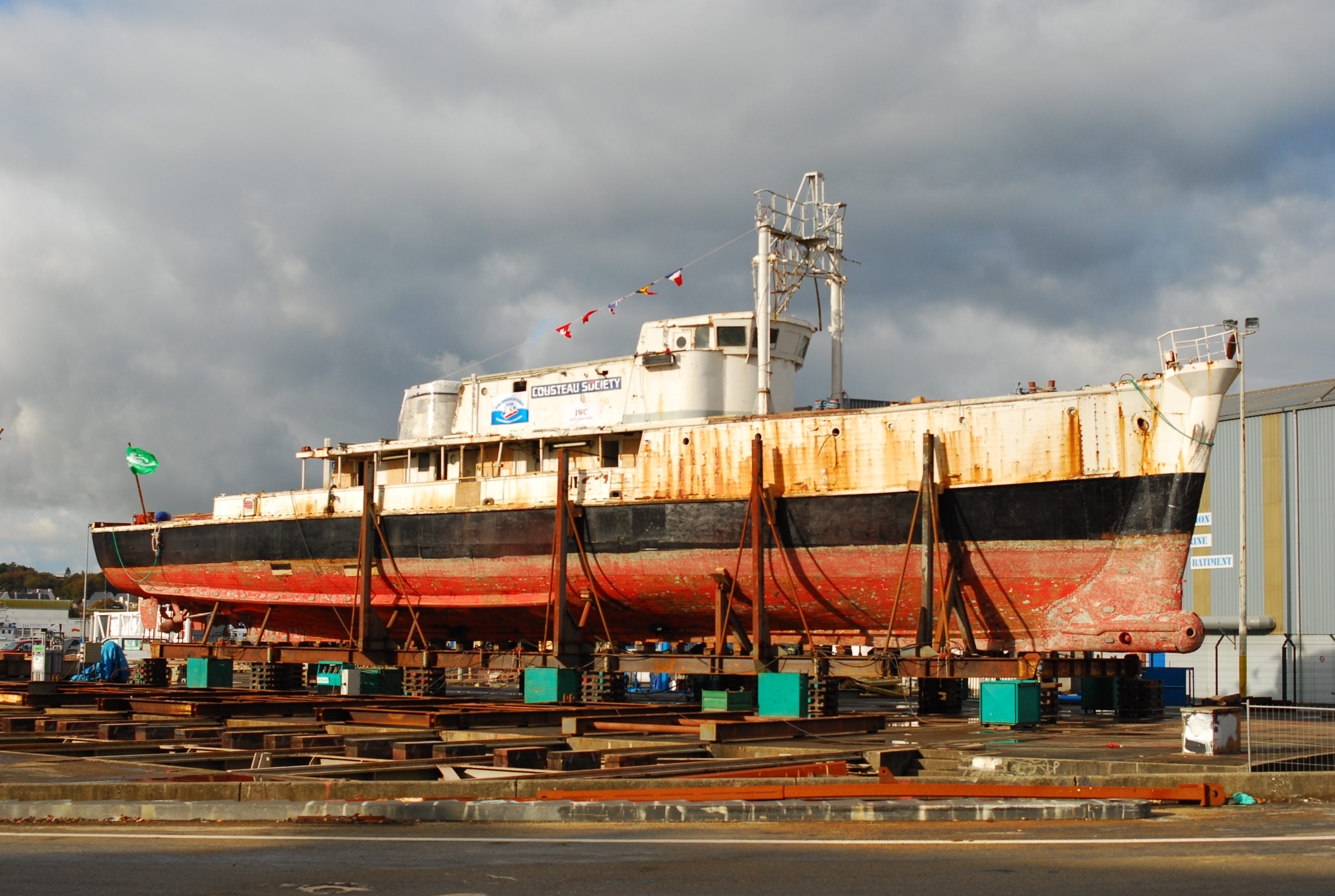
El Calipso en 2007
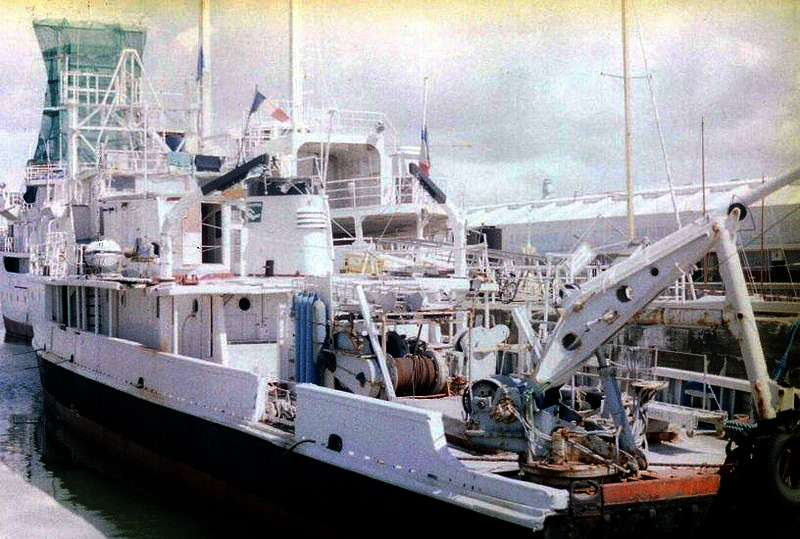
El Calypso en La Rochelle
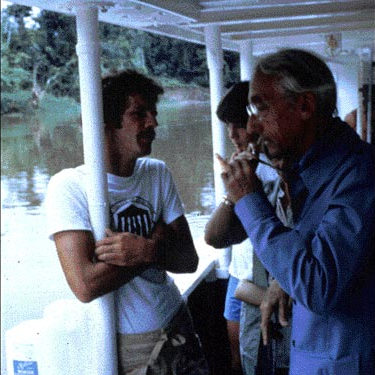
Cousteau en el Calypso
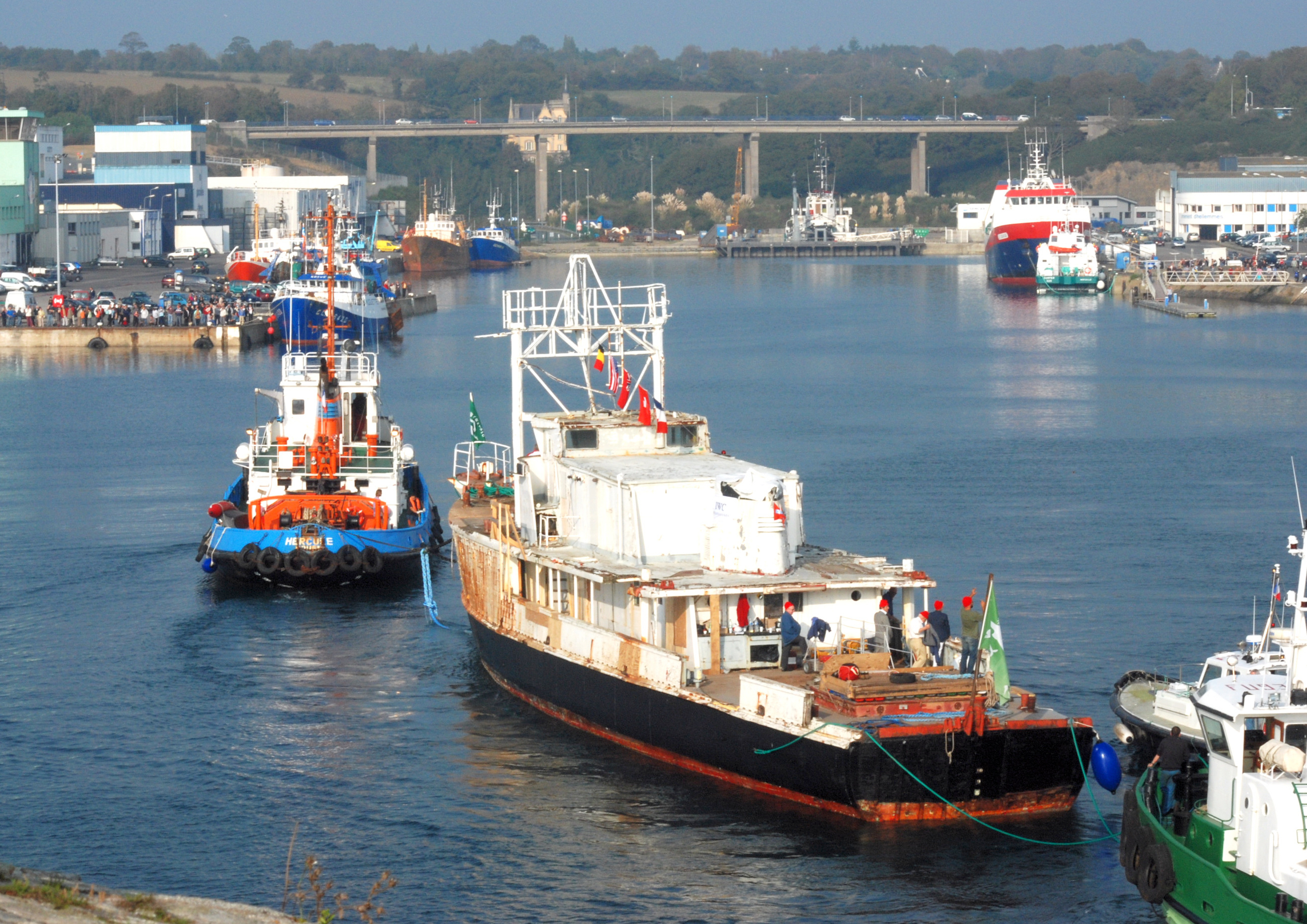
El Calipso remolcado hacia su restauración en 2007
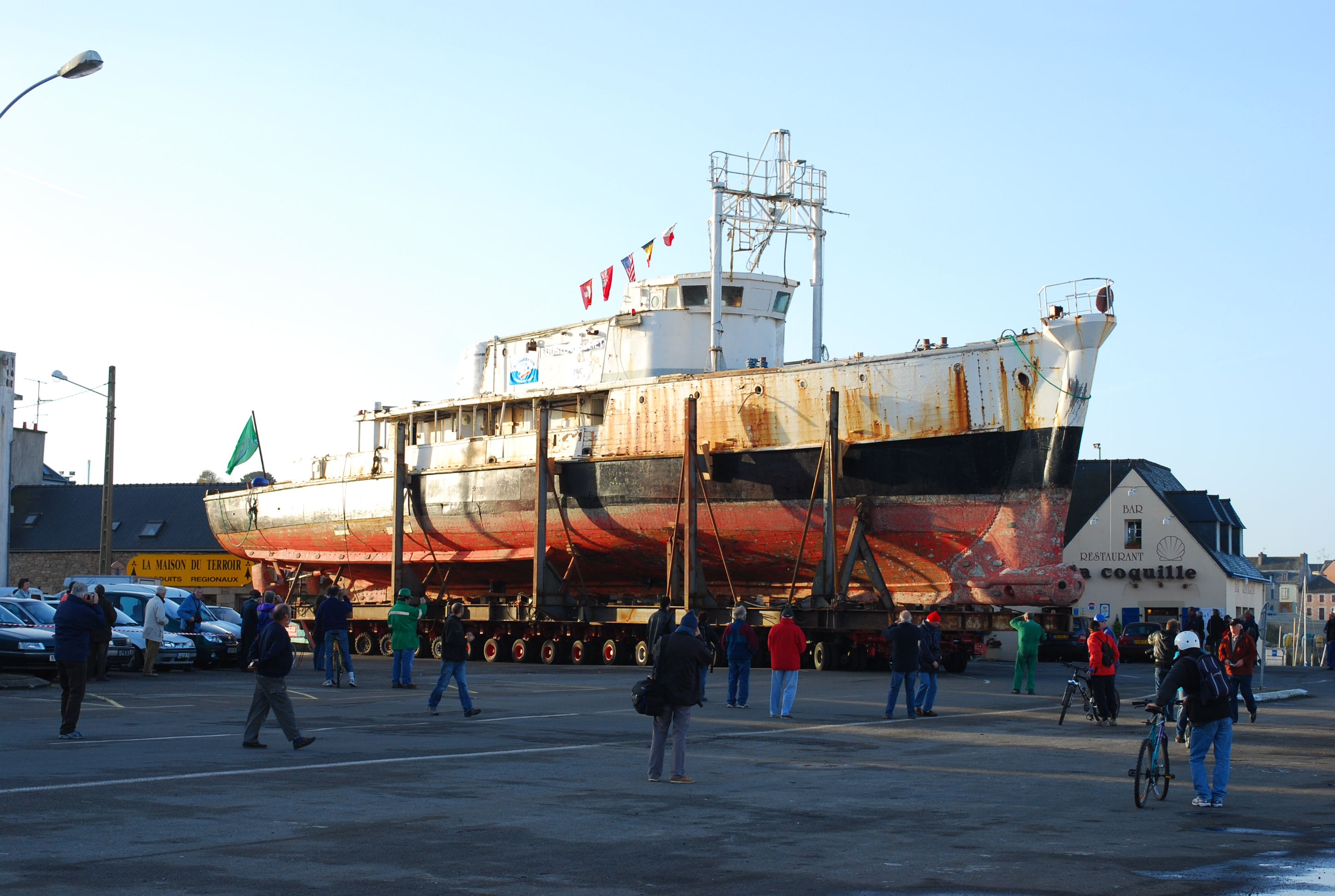
El Calipso en el astillero
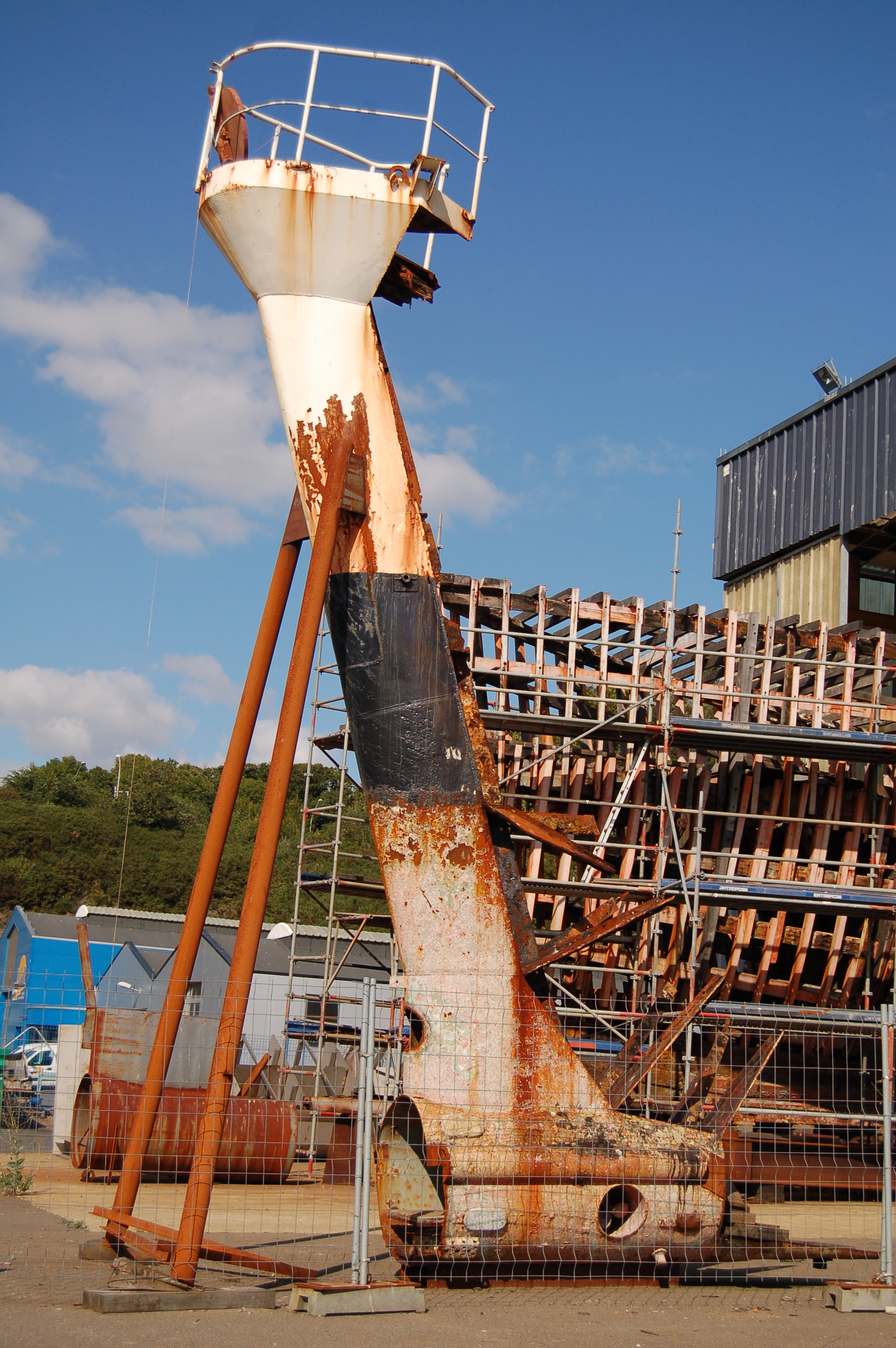
Estado de la restauración del Calypso en verano de 2010